# Dumb Ways to Die
Dumb Ways to Die（常用译名为「蠢蠢的死法」）是由墨尔本都会列车製作的一個廣告影片，以歌曲的形式宣传鐵路安全。该影片于2012年11月发布，隨後在社交媒體上廣泛流傳並成為迷因，並且被製作成手機遊戲系列。

## 介紹
該活動是由廣告公司麦肯.艾莉森設計，在報紙、當地電台和墨爾本地鐵網絡的室外廣告中出現，並在Tumblr上播出。
麥肯公司的執行創意總監約翰·梅斯卡爾（John Mescall）表示：「這個活動的目的是吸引那些真的不想聽任何安全信息的觀眾，而我們認為Dumb Ways to Die可以實現這一點。” 麥肯公司表示，他們估算在推出的兩周內，該活動除了產生了至少價值5000萬澳元的收入，還獲得了超過700條媒體報導，而製作這個電視廣告的成本相比帶來的收入來說「可以忽略不計」。 根據墨爾本地鐵公司的說法，這個活動使鐵路事故的數量比去年平均數減少了20％， 或者相對於2011年11月-2012年1月的同一時間，從每百萬公里13.29次事故減少到2012年11月-2013年1月的每百萬公里9.17次事故。

### 動畫影片
Dumb Ways To Die的影片由帕特里克·巴倫（Patrick Baron）負責設計，動畫由朱利安·弗洛斯特（Julian Frost）和辛納蒙·達瓦爾（Cinnamon Darvall）負責製作, 由Tangerine Kitty演唱，歌詞由約翰·麥斯考爾和派崔克·巴羅填詞，音樂由the Cat Empire的奧利·麥吉爾製作。 它在2012年11月14日上傳到YouTube，並在兩天後設為公開。
該影片中出現了一群被稱為「豆子」的角色，每個角色都有自己的名字，如「Numpty」、「Hapless」、「Pillock」和「Dippy」等。（影片中出現的前四個豆子，按照出現的順序列出）。他們都在影片中因自己的愚蠢行為而死亡（例如自己把頭髮點燃或激怒一隻灰熊等）；而在影片中展示的最後三個豆子，名為「Stumble」、「Bonehead」和「Putz」，則因在火車站和/或鐵路上不安全行為而死亡。影片將這些豆子的行為稱為「愚蠢的死法」。
這個動畫影片有兩個官方版本，分別是英文版和西班牙文版。西班牙文版則名為「Formas Tontas de Morir」。截止2024年5月，該影片在Youtube上觀看數超過3.07億。

## 評價和反應

### 正面
澳大利亞媒體《先驅太陽報》的一位寫手西蒙·克雷拉爾則寫道：這首歌「朗朗上口的合唱是繼PSY的《江南Style》之後最吸引人的...」艾莉絲·克拉克在《太陽先驅報》中將這部影片描述為「可愛卻可怕」，並稱維多利亞州的公共交通宣傳終於停止製作了「一連串糟糕的宣傳廣告」的記錄。
黛西·杜馬斯將其描述為一個「黑暗中的可愛，且令人深感吸引」的影片，並稱合唱部分為「立即就會令人上癮」的作品。
米歇爾·斯塔爾在CNET中將這個活動描述為達爾文獎與小說《The Gashlycrumb Tinies》的結合，並將這首歌描述為「以Feist風格為主的可愛獨立流行歌曲」。
Gizmodo的Logan Booker將其描述為“借鑒了《歡樂樹友》的一頁，將可愛與可怕融合在一起”。
YouTube Australia的凱倫·斯托克斯表示，這個影片之所以不同尋常，是因為在移動設備上觀看的觀眾數量很高。 他認為這個迷因成功於「他簡潔的標題、令人難以忘懷的曲調、容易理解和完美定位的宣傳訊息」。
《Sunshine Coast Daily》將它比喻為「火車安全宣傳版的《江南Style》」。
《國際財經時報》的阿琳·帕雷德斯表示，這部影片{在吸引觀眾注意力方面非常出色，可以說是有史以來最可愛的公益廣告之一。

### 批評
這個活動受到了一些批評，因為自殺是鐵路災害最有影響力的原因之一，而該廣告重新強調了地鐵和火車的致命性如同正面宣傳一種「可靠的自殺方法」。的存檔，存档日期8 July 2017. 2013年2月，維多利亞州基建設施部門的一名前僱員在評估有關安全改進的主張時表示「（該影片）所謂的將火車事故風險行為減少 20% 的說法是『社群媒體上的狗屎胡扯。』」
2012年11月25日，澳大利亞媒體《先驅太陽報》的寫手Susie O'Brien批評這則廣告與其傳達有效的鐵路安全信息，反而將「嚴重受傷的情節和廣告商的自我放大」放在了首位。